# Động đất Thanh Hải 2022
Động đất Thanh Hải 2022 (tiếng Trung: 2022年门源地震) là trận động đất xảy ra vào lúc 1:45 (CST), ngày 8 tháng 1 năm 2022. Trận động đất có cường độ 6,6 Mw, tâm chấn độ sâu khoảng 13 km. Hậu quả trận động đất đã làm 9 người bị thương.